# Символи Сакай

## Символи міста
Емблема Сакай — три ієрогліфи 市 («місто»), що сплетені один з одним і розміщенні по колу. Вони символізують Сакаї як місто, що виникло на межі трьох провінцій.
|              |
| Прапор Сакаї |

Прапор Сакай — полотнище білого кольору, сторони якого співвідносяться як 2 до 3. В центрі полотнища розміщена емблема міста фіолетового кольору.